# Taisuke Konno
Taisuke Konno (født 18. december 1992) er en japansk fodboldspiller.
Han har spillet for flere forskellige klubber i sin karriere, herunder FC Ryukyu.